# آرتووا
آرتووا (به ترکی استانبولی: Artova) یک منطقهٔ مسکونی در ترکیه است که در استان توقات واقع شده‌است. آرتووا ۱٬۱۹۰ متر بالاتر از سطح دریا واقع شده‌است.